# Aeropteryx monstrosa
Aeropteryx monstrosa är en insektsart som beskrevs av Edgar F. Riek 1968. Aeropteryx monstrosa ingår i släktet Aeropteryx och familjen myrlejonsländor. Inga underarter finns listade i Catalogue of Life.